# درز لامي
الدرز اللامي (بالإنجليزية: Lambdoid suture)‏ أو الدرز اللامي السفلي هو نسيج ضام ليفي من الجانب الخلفي للجمجمة، الذي يربط بين العظام الجدارية والعظم القذالي، ويستمر امتداده مع الدرز القذالي الخشائي (بالإنجليزية: Occipitomastoid suture)‏.
من الممكن أن ينغلق هذا الدرز من الجهتين أو من جهة واحدة.

## الأهمية السريرية
عند الولادة، لا تلتقي عظام الجمجمة. إذا نمت عظام معينة في الجمجمة بسرعة كبيرة جدا، فقد يحدث بسبب ذلك تعظم الدروز الباكر (إغلاق الدروز المبكر). وقد يؤدي هذا إلى تشوهات الجمجمة.
إذا إغلاق الدرز اللامي مبكراً جداّ قبل أوانه على جانب واحد من الجمجمة، فتصبح الجمجمة تبدو ملتوية وغير متناظرة على الجانبين، وهذه الحالة تُسمى «رأس وارب». تُشير تسمية «الرأس الوارب» إلى الشكل الوارب للرأس وليس إلي الحالة المرضية. الحالة المرضية هي تعظم الدروز الباكر.
يتمفصل الدرز اللامي مع العظم الجداري والعظم القذالي.

## التسمية
يأتي سبب تسمية هذا الدرز باسم «اللامي»، لتشابه شكله مع حرف «اللام» أو "Lambda" اليوناني حين يكتب بالحرف الكبير (capital letter)، وهو يشبه رقم ثمانية (8) مكتوباً بالأرقام الهندية.

## صور اضافية

رسم متحرك يظهر موضع الدرز اللامي مُبيّناً باللون الأحمر.
العظم الجداري (في الأعلى) و العظم القذالي (في الأسفل).
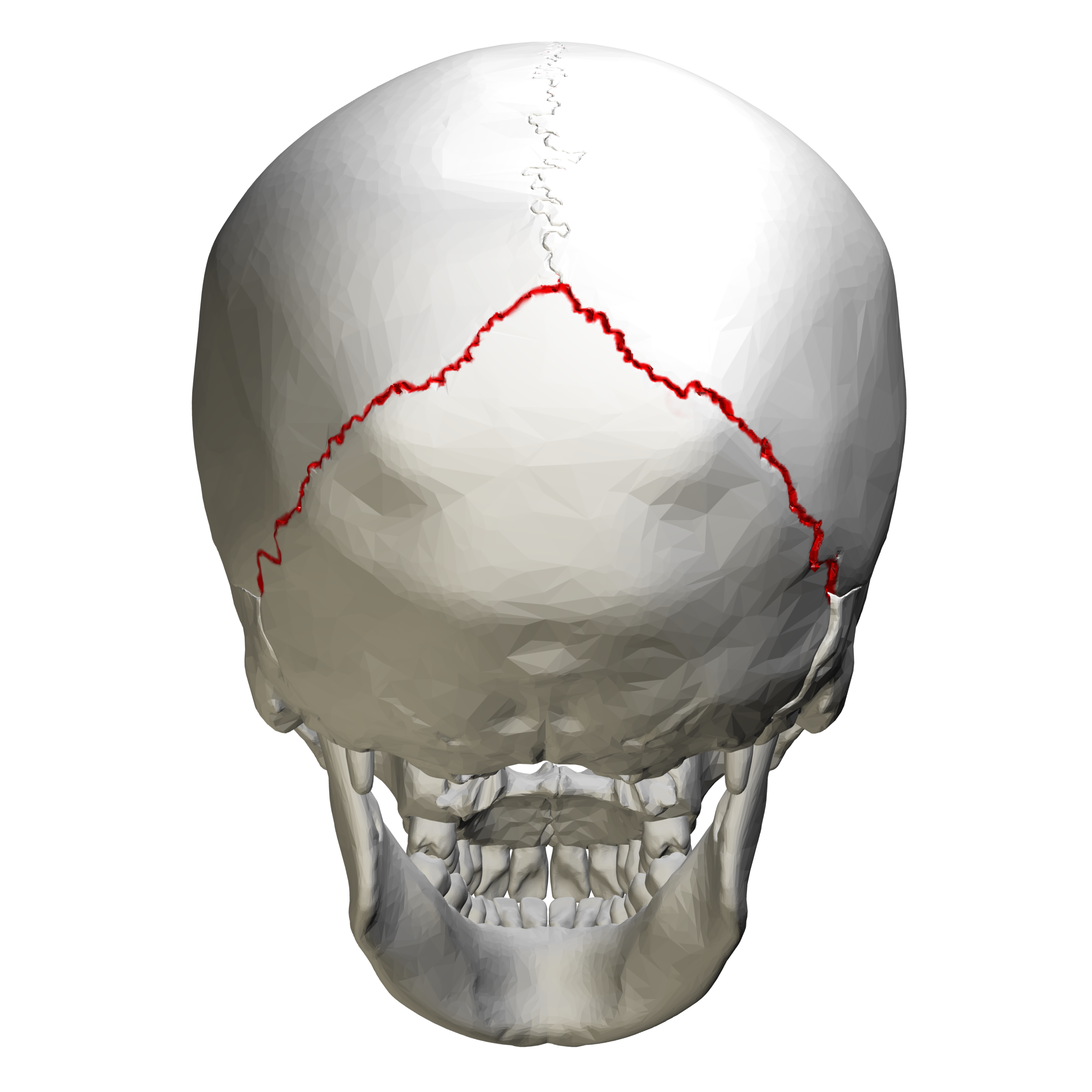
رسم خلفي للجمجمة يُظهر موضع الدرز اللامي مُبيّناً باللون الأحمر.
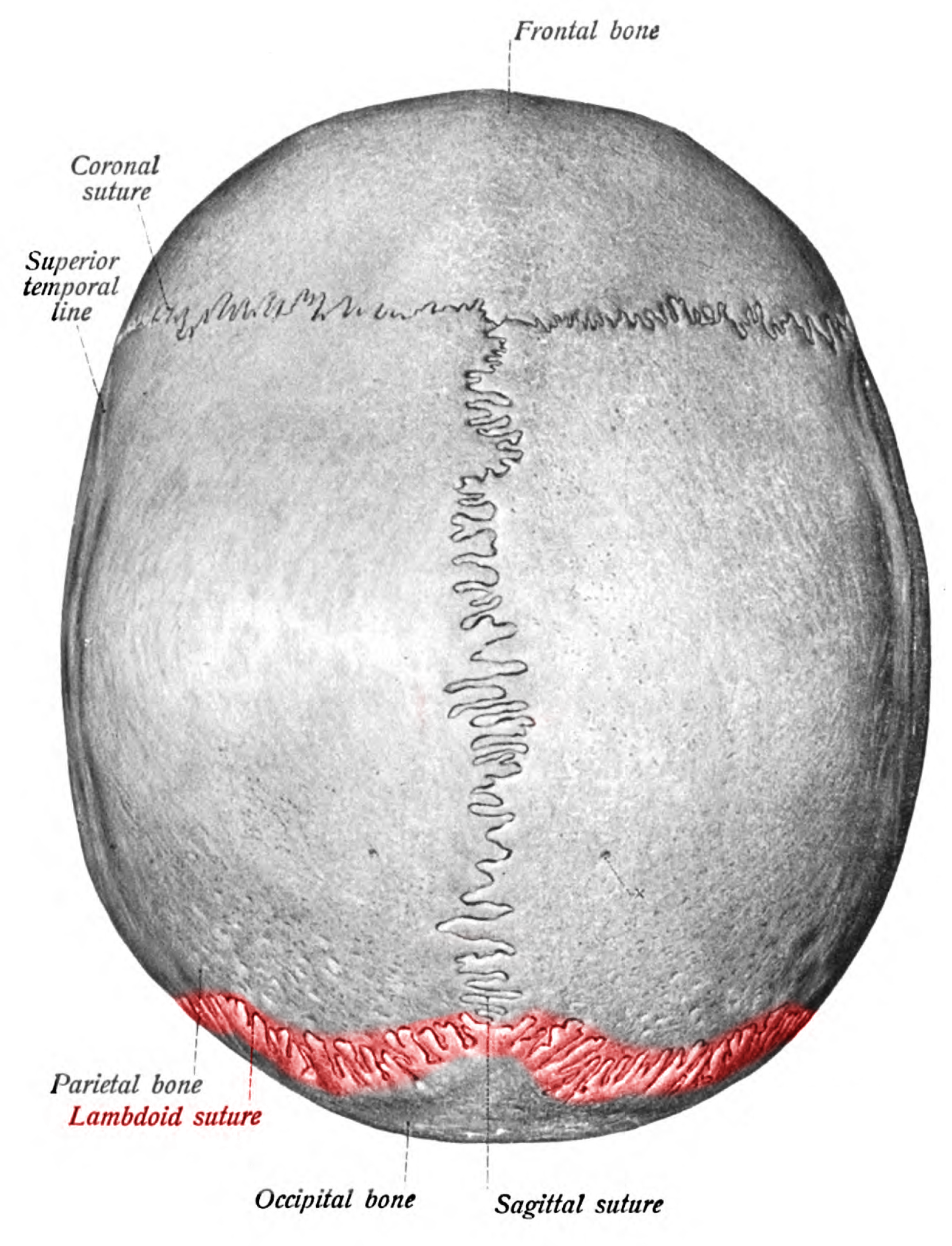
الدرز اللامي مُبيّناً باللون الأحمر، كما يُرى من أعلى.
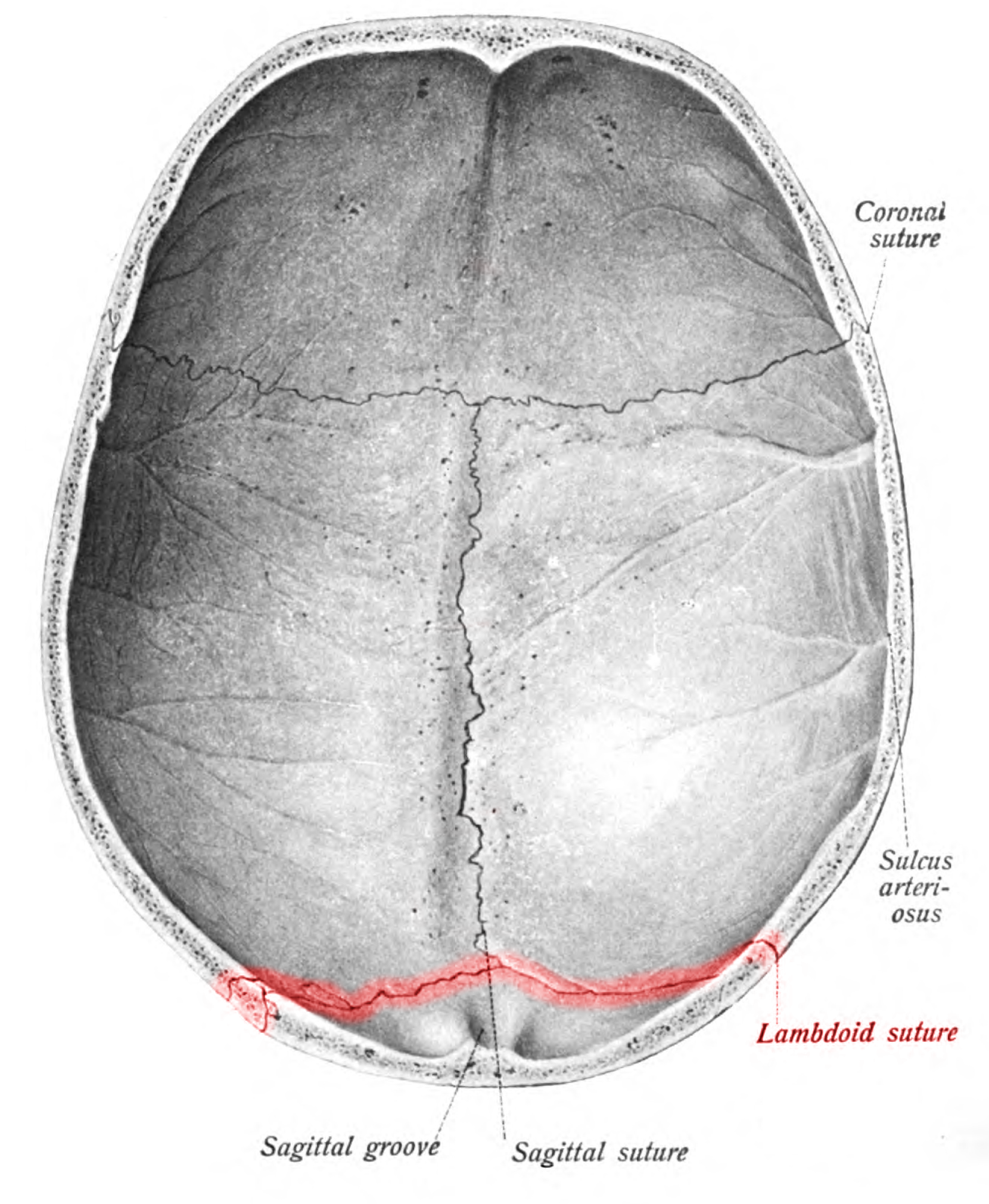
شكل الدرز اللامي مُبيّناً باللون الأحمر، كما يُرى من داخل الجمجمة.
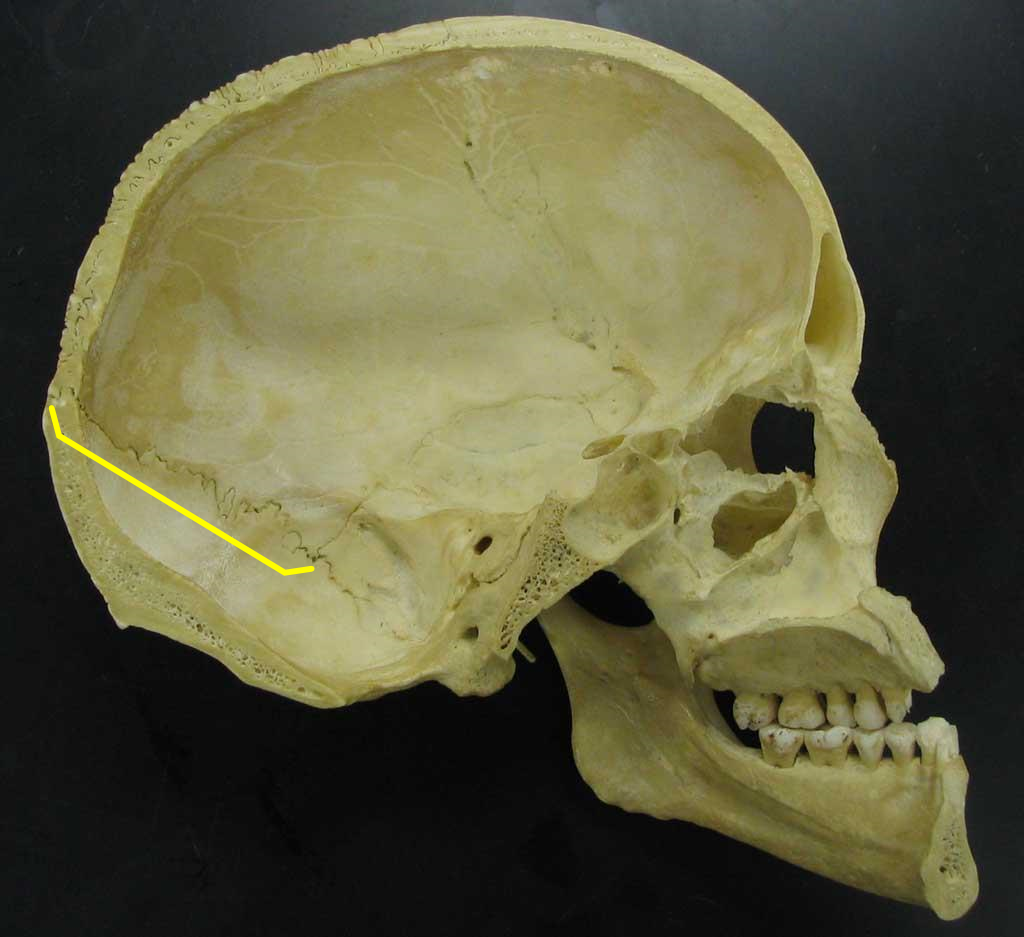
الدرز اللامي، عرض وسطي (إنسي). موضّح بالخط الأصفر.
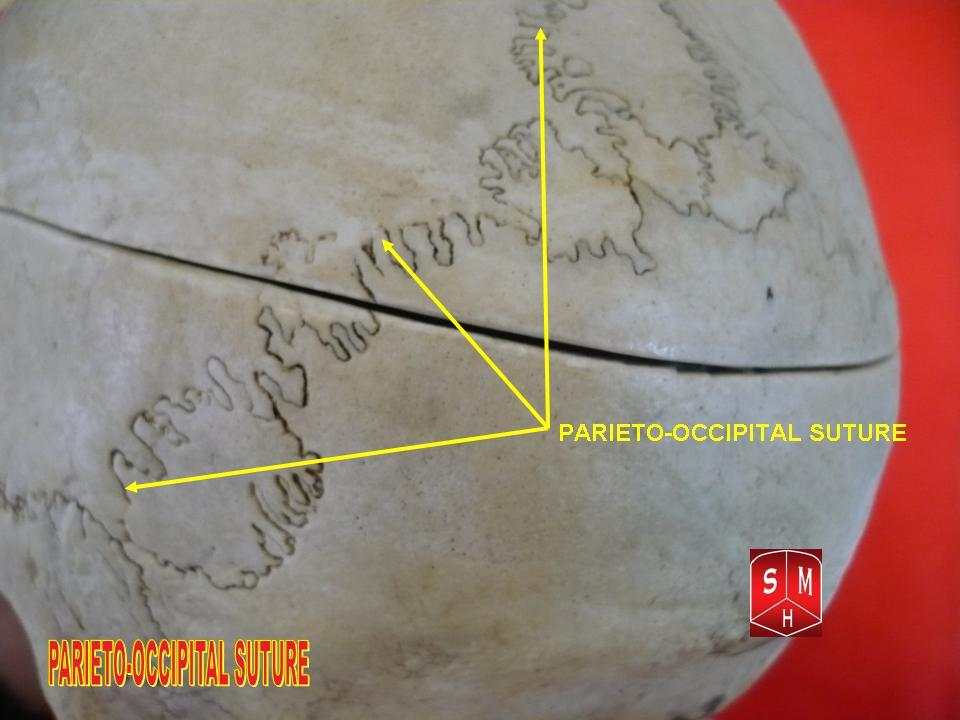
الدرز اللامي مع عظام ورميانية (عظام درزية) . نظرة من الخلف.

## وصلات خارجية
- شكل تشريحي: 22:01-03 على موقع مركز سوني دونستات الطبي (تشريح بشري عبر الإنترنت). (Posterior)
- شكل تشريحي: 22:03-02 على موقع مركز سوني دونستات الطبي (تشريح بشري عبر الإنترنت). (Lateral)
- Anatomy diagram: 34256.000-2 at Roche Lexicon - illustrated navigator, Elsevier